# Мочка (такелаж)

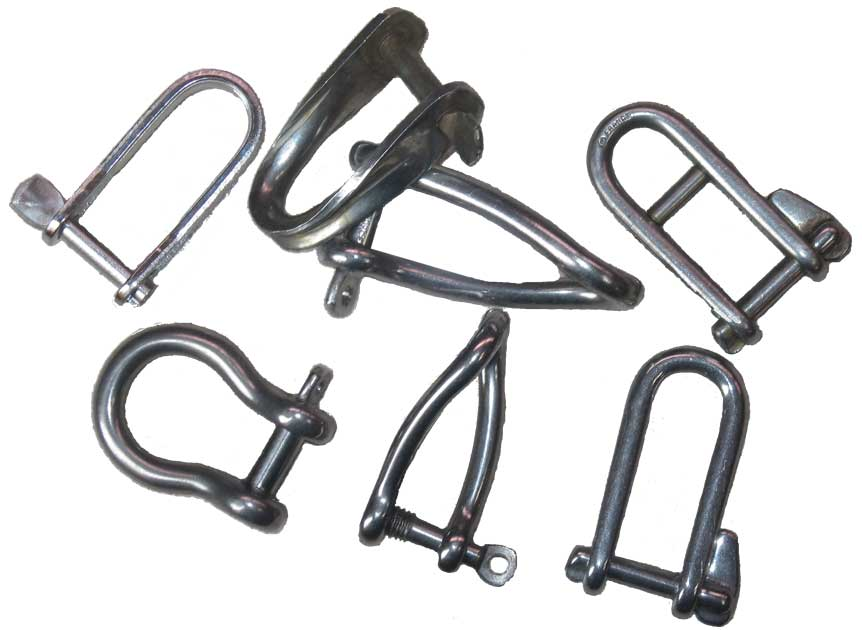
Разные виды скоб

Мо́чка (англ. shackle, шакл) — разговорное название разновидности такелажной скобы, применяемой при строительно-монтажных и погрузочно-разгрузочных работах, в морском деле, альпинизме, а также при буксировке автотранспорта. Мочка состоит из самой скобы с отверстиями на концах, в которые вставляют штырь (палец или болт). Скоба может быть U- или O-образной. Кроме того, скоба может быть повёрнута на 90° относительно штыря. Штырь может дополнительно фиксироваться от выпадания шплинтом.
В каталогах крепежа и обзорных статьях встречается ошибочное название «скоба Шакле». Встречаются также сленговые названия «мо́чка» и «серьга». В российской НТД для скоб U-образной формы есть официальный термин «звено разъёмное переходное РП».

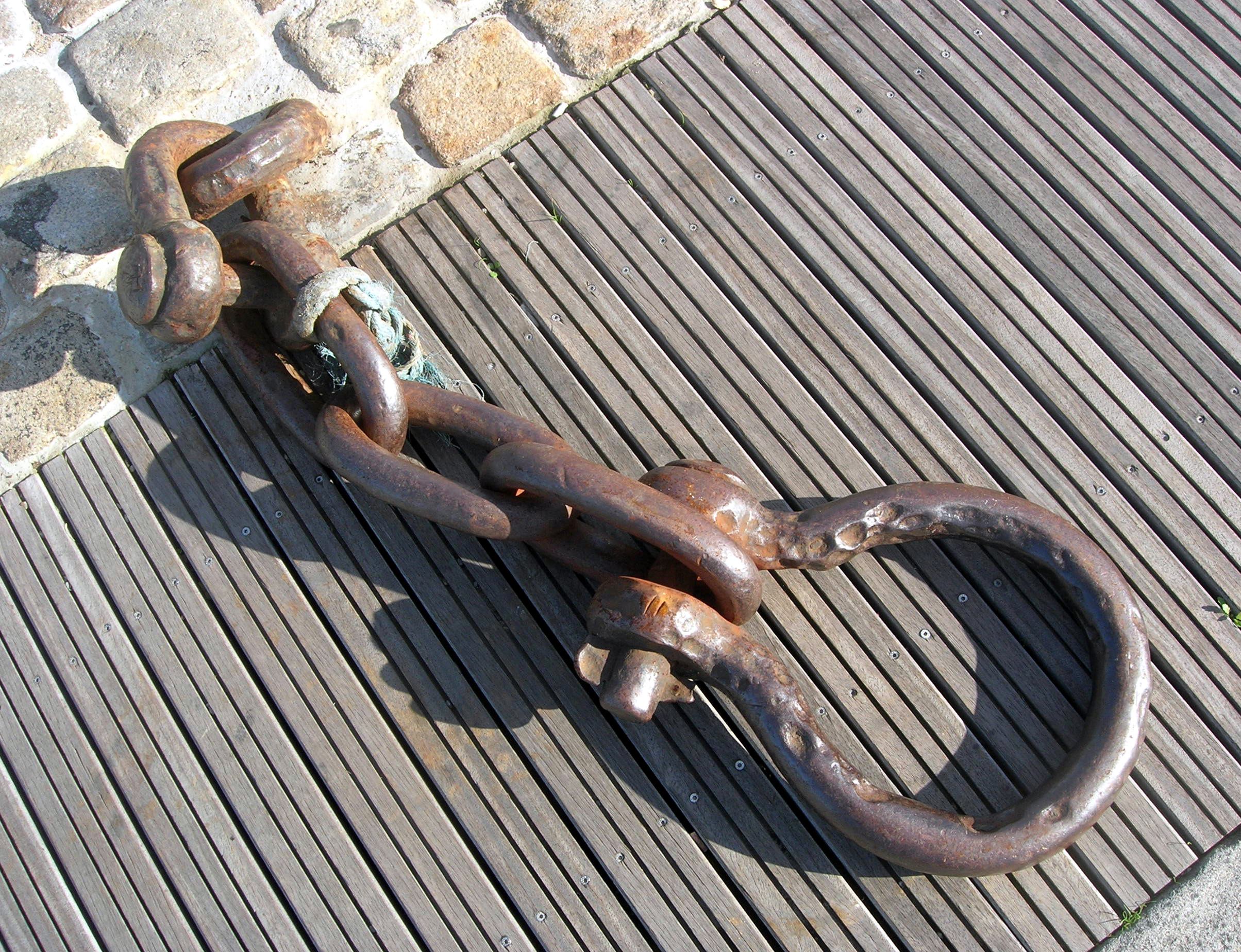
Две скобы, соединенные цепью

Широко используют для соединения тех элементов такелажа, где необходимо надёжное разъёмное соединение, для соединения частей такелажа между собой и присоединения такелажа к парусам.
Например, этими скобами крепят фалы к фаловым углам парусов, грот крепят к гику своим галсовым углом обычно за соответствующую оковку у пятки (внутреннего конца) гика. Мочкой может фиксироваться положение гика. Скобу используют для временного соединения двух тросов вместе при небольшой тяге (для тросов, испытывающих максимально допустимую нагрузку предпочтительно использовать сплесневание). Также используют как элемент соединения якорного троса (цепи) с веретеном якоря.